# John Berrigan
John Berrigan ist ein irischer hoher Beamter der Europäischen Union (EU). Seit 2020 leitet er als Generaldirektor die Generaldirektion Finanzstabilität, Finanzdienstleistungen und Kapitalmarktunion (GD FISMA).

## Leben
John Berrigan absolvierte ein Studium der Wirtschaftswissenschaften am University College Dublin mit Master-Abschluss 1985. Er trat 1986 in den Dienst der EU-Kommission, insbesondere mit Aufgaben im Finanzsektor, zunächst in der Generaldirektion Wirtschaft und Finanz (ECFIN), dann in der GD FISMA. Mitte der 1990er-Jahre arbeitete er mehrere Jahre für den Internationalen Währungsfonds. Er leitete von Juli 2013 bis November 2014 die Kommissionsmission für Portugal im Rahmen des damaligen Wirtschaftshilfeprogramms. Berrigan amtierte dann von 2015 bis 2020 als stellvertretender Generaldirektor in der GD FISMA.